# Mille Lires par mois
Pour les articles homonymes, voir Mille.
Pour plus de détails, voir Fiche technique et Distribution.
Mille Lires par mois (titre original : Mille lire al mese) est un film italien réalisé par Max Neufeld, sorti en 1939. 

## Synopsis
Un ingénieur électronicien est appelé par la direction de la télévision hongroise pour tester les nouveaux systèmes de télévision. Il arrive dans la capitale avec sa fiancée, à la station où il a l'occasion de se heurter et de gifler lui-même le directeur de la télévision hongroise, ignorant qui il était.
Pour remédier aux conséquences qui pourraient découler de cet incident, la fiancée se rend à la pharmacie d'un ami, lui demande de remplacer l'ingénieur et de se présenter au réalisateur télé, se faisant passer pour le technicien télé, le premier jour de travail.
Cependant, le réalisateur suit le travail de la nouvelle recrue et, en attendant, courtise même sa petite amie. Finalement, lorsque le malentendu sera dissipé, il se retirera en bon ordre.

## Fiche technique
- Titre original : Mille lire al mese
- Titre français : Mille Lires par mois
- Réalisation : Max Neufeld, assisté de Luigi Zampa
- Scénario : Luigi Zampa, Gherardo Gherardi, Oreste Biancoli (adaptation)
- Décors : Ottavio Scotti
- Costumes : Fabrizio Carafa
- Photographie : Ernst Mühlrad
- Montage : Giorgio Simonelli
- Producteur : Ettore Rosboch
- Société de production : Italcine
- Pays d'origine : Royaume d'Italie
- Format : Noir et blanc - 35 mm - 1,37:1 - Mono
- Genre : comédie
- Durée : 83 minutes
- Date de sortie :
  - Royaume d'Italie : janvier 1939

## Distribution
- Alida Valli : Magda
- Umberto Melnati : Matteo
- Osvaldo Valenti : Gabriele Corodi
- Renato Cialente : directeur de la radio
- Niní Gordini Cervi : Lilli
- Giuseppe Pierozzi : Axel
- Anna Doré : Lia Loletta
- Amina Pirani Maggi : la mère de Magda
- Adriano Rimoldi